# Thành hệ Twin Mountains
Twin Mountains là một thành hệ địa chất [[đá trầm 
tích]] thuộc nhóm Trinity tại Texas, có niên đại tầng Apt của Phấn Trắng sớm. Khủng long trong thành hệ này gồm khủng long chân thú Acrocanthosaurus, khủng long chân thằn lằn Sauroposeidon và khủng long chân chim Tenontosaurus.